# Система реального времени
Система реального времени (СРВ) — система, которая должна реагировать на события во внешней, по отношению к системе, среде или воздействовать на среду в рамках требуемых временных ограничений. Оксфордский словарь английского языка говорит об СРВ как о системе, для которой важно время получения результата. Другими словами, обработка информации системой должна производиться за определённый конечный период времени, чтобы поддерживать постоянное и своевременное взаимодействие со средой. При этом масштаб времени контролирующей системы и контролируемой ею среды должен совпадать.
Под реальным временем понимается количественная характеристика, которая может быть измерена реальными физическими часами, в отличие от логического времени, определяющего лишь качественную характеристику, выражаемую относительным порядком следования событий. Говорят, что система работает в режиме реального времени, если для описания работы этой системы требуются количественные временны́е характеристики.

## Характеристики систем реального времени
Процессы (задачи) систем реального времени могут иметь следующие характеристики и связанные с ними ограничения:
- дедлайн (англ. deadline) — критический срок обслуживания, предельный срок завершения какой-либо работы;
- латентность (англ. latency) — время отклика (время задержки) системы на внешние события;
- джиттер (англ. jitter) — разброс значений времени отклика. Можно различить джиттер запуска (англ. release jitter) — период времени от готовности к исполнению до начала собственно исполнения задачи и джиттер вывода (англ. output jitter) — задержка по окончании выполнения задачи. Джиттер может возникать под влиянием других одновременно исполняемых задач.

В моделях систем реального времени могут фигурировать и другие параметры, например, период и количество итераций (для периодических процессов), нагрузка (англ. load) — количество команд процессора в худшем случае.
В зависимости от допустимых нарушений временных ограничений системы реального времени можно поделить на системы жёсткого реального времени (англ. hard real-time), для которых нарушения равнозначны отказу системы, и системы мягкого реального времени (англ. soft real-time), нарушения характеристик которых приводят лишь к снижению качества работы системы. См. также: вычисления в реальном времени. Также можно рассматривать твёрдые системы реального времени (англ. firm real-time), в которых допускается небольшое нарушение дедлайнов, но бо́льшее нарушение может привести к катастрофическому отказу системы.
Следует заметить, что определение жёсткого реального времени ничего не говорит об абсолютном значении времени отклика: это могут быть как миллисекунды, так и недели. Требования к системам мягкого реального времени можно задать только в вероятностных терминах, например, как процент откликов, выданных в установленные временны́е рамки. Интересно[кому?], что при проектировании предварительные расчёты легче выполнить для системы жёсткого реального времени, чем получить, например, долю выполняемых в срок задач в системе мягкого реального времени, поэтому разработчики таких систем часто пользуются инструментами и методиками для проектирования систем жёсткого реального времени.

## События реального времени
События реального времени могут относиться к одной из трёх категорий:
- Асинхронные события — полностью непредсказуемые события. Например, вызов абонента телефонной станции.
- Синхронные события — предсказуемые события, случающиеся с определённой регулярностью. Например, вывод аудио и видео.
- Изохронные события — регулярные события (разновидность асинхронных), случающиеся в течение интервала времени. Например, в мультимедийном приложении данные аудиопотока должны прийти за время прихода соответствующей части потока видео.

## Применение систем реального времени
С развитием технологий системы реального времени нашли применения в самых различных областях. Особенно широко СРВ применяются в промышленности, включая системы управления технологическими процессами, системы промышленной автоматики, SCADA-системы, испытательное и измерительное оборудование, робототехнику. Применения в медицине включают в себя томографию, оборудование для радиотерапии, прикроватное мониторирование. СРВ встроены в периферийные устройства компьютеров, телекоммуникационное оборудование и бытовую технику, такую как лазерные принтеры, сканеры, цифровые камеры, кабельные модемы, маршрутизаторы, системы для видеоконференций и интернет-телефонии, мобильные телефоны, микроволновые печи, музыкальные центры, кондиционеры, системы безопасности. На транспорте СРВ применяются в бортовых компьютерах, системах регулирования уличного движения, управлении воздушного движения, аэрокосмической технике, системе бронирования билетов и т. п. СРВ находят применения и в военной технике: системах наведения ракет, противоракетных системах, системах спутникового слежения.

### Примеры
Примеры систем, работающих в режиме реального времени:
- АСУ ТП химического или ядерного реактора;
- АСУ теплоэлектростанцией;
- бортовые системы управления пилотируемыми или беспилотными летательными аппаратами;
- бортовые системы управления пилотируемыми или беспилотными космическими аппаратами;
- автомобилями, кораблями, судами, торпедами, бытовой техникой;
- АСНИ в области ядерной физики;
- система обработки аудио- и видеопотоков при трансляции в прямом эфире;
- интерактивная компьютерная игра.

## Проблемы
При создании систем реального времени приходится решать проблемы привязки внутрисистемных событий к моментам времени, своевременного захвата и освобождения системных ресурсов, синхронизации вычислительных процессов, буферизации потоков данных и т. п. Системы реального времени обычно используют специализированное оборудование (например, ARM Cortex-R) и программное обеспечение (например, операционные системы реального времени).